# Журавльов Євген Петрович
Журавльов Євген Петрович (нар. 9 жовтня 1896 — 11 травня 1983) — радянський військовий діяч, у роки німецько-радянської війни почергово був командувачем багатьох армій. Генерал-лейтенант (9 вересня 1943).

## Біографія
Журавльов Євген Петрович народився 9 жовтня 1896року в селі Рудьківка, нині Бобровицький район, Чернігівська область, що на Україні.

## Військова кар'єра
З 1915 році несе службу у Російській імператорській армії, після чого був перенаправлений до 2-ї Петроградської студентської школи прапорщиків, по закінченню якої отримав звання прапорщик. Під час Першої світової війни командував ротою на Південно-Західному фронті. Був учасником Лютневої революції в Петрограді.
З 1918 року служить у Червоній Армії. З грудня того ж року був в партизанському загоні, який пізніше увійшов в 1-шу Українську радянську дивізію. Під час Громадянської війни Є. П. Журавльов — виборний командир загону, начальник штабу з оперативної частини козацької кавалерійської бригади, начальник розвідки дивізії.
Брав участь у боях на Південному та Західному та Південно-Західному фронтах, брав участь в операціях проти повстанського руху в Україні та проти басмачів у Середній Азії.
У міжвоєнний період Є. П. Журавльов — начальник штабу дивізії, помічник командира полку, начальник кавалерійської дивізії%-го кавалерійського корпусу. Закінчив курси удосконалення комскладу РСЧА при Військовій академії імені М. В. Фрунзе (1925 рік і 1929 рік), Військову академію імені Фрунзе (1935 рік). Обіймає посаду начальника дивізії штабу 5-го кавалерійського корпусу з 1936 року. 17 лютого 1936 Є. П. Журавльову присвоєно звання «комбриг». З жовтня 1937 року — старший викладач кафедри тактики кавалерійських курсів удосконалення командного складу, потім знову начальник штабу кавалерійського корпусу. У березні 1940 року брав участь у радянсько-фінській війні на посаді начальника штабу 3-го кавалерійського корпусу у складі 7-ї армії. 4 червня 1940, після встановлення в РСЧА генеральських звань, Є. П. Журавльову присвоєно звання «генерал-майор». З червня 1940 року — заступник командира 5-го механізованого корпусу.

## Німецько-радянська війна
З початку німецько-радянської війни Є. П. Журавльов на колишній посаді. Після загибелі 3 серпня 1941 генерал-майора І. П. Алексєєнка очолив залишки 5-го механізованого корпусу, перебував у складі спочатку 16-ї, потім 20-ї армій Західного фронту. Корпус брав участь у важких оборонних боях у районі міст Шепетівка, Славута, Острог, а потім у Білорусі. Два рази частини корпусу виходили з оточення в повному складі, завдаючи противнику значних втрат. З серпня 1941 року — заступник командувача 30-ю армією, яка брала участь у важких оборонних боях у районі міста Ржев, на підступах до Москви. З 11 листопада 1941 року — начальник штабу Калінінського фронту, керував відступаючими радянськими військами в районі населених пунктів Завидово, Спас-Заулок. Був тяжко поранений і після лікування в госпіталі призначений помічником командувача військами Калінінського фронту по формуваннях, готував для фронту маршові підрозділи і частини, неодноразово виїжджав у війська для керівництва бойовими діями на окремих напрямках. З 8 вересня 1942 Є. П. Журавльов — командувач 29-ю армією Західного фронту, яка оборонялася по лівому березі річки Волга. З 31 січня 1943 року — командувач 53-ю армією, що утримувала Демянський плацдарм. З 21 березня 1943 року — командувач 68-ю армією Північно-Західного фронту, яка відзначилася у ряді наступальних боїв у межиріччі річок Ловать і Редья, у Смоленській наступальній операції. 9 вересня 1943 Є. П. Журавльову присвоєно звання «генерал-лейтенант». З 24 жовтня 1943 року — командувач 21-ю армією, що знаходилася в районі міста Калінін на переформуванні і поповненні. З 6 лютого 1944 року — командувач 18-ю армією 1-го, а потім 4-го Українських фронтів. Війська армії відзначилися в Проскурівсько-Чернівецькій та Львівсько-Сандомирській наступальних операціях. Форсувавши річку Південний Буг, війська армії вийшли до Карпат і з травня вели бойові дії в складних гірських умовах. У Східно-Карпатської стратегічній наступальній операції війська армії під командуванням Є. П. Журавльова брали участь у визволенні міст Мукачево, Ужгород та Чоп. Від листопада 1944 року Є. П. Журавльов в розпорядженні Головного управління кадрів НКО.
Після війни Є. П. Журавльов — заступник командувача армією, потім заступник командувача військами Прикарпатського військового округу по вузах, з листопада 1945 року — генерал-інспектор стрілецьких військ Головної інспекції ВР СРСР, заступник Головного інспектора Радянської Армії по сухопутних військах, помічник командувача військами Південно-Уральського військового округу. З березня 1955 року — начальник управління кадрів Сухопутних військ. З грудня 1960 року у відставці.
Помер 11 травня 1983 року в Москві.

## Нагороди
- Орден Леніна;
- Орден Жовтневої Революції;
- П'ять орденів Червоного Прапора;
- Орден Суворова 1 ступеня;
- Два ордена Кутузова 1 ступеня (09.04.1943, 25.08.1944);
- Орден Богдана Хмельницького 1 ступеня;
- Орден Суворова 2 ступеня;
- Орден «Знак Пошани»;
- Медалі;
- Іноземні ордени.